# M29 81mm 迫撃砲

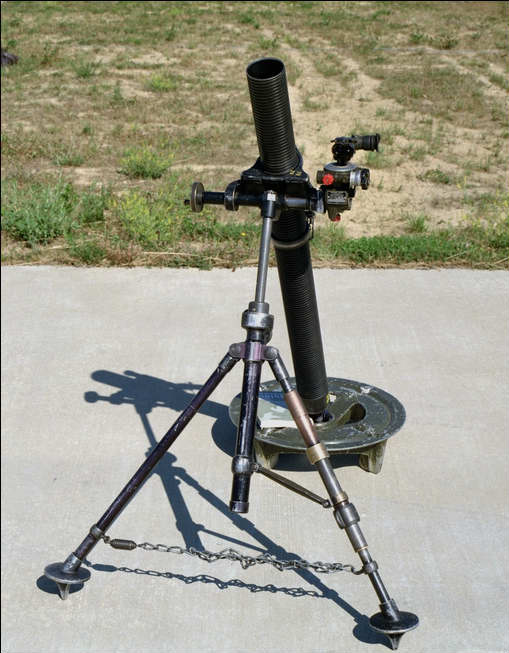
M29 81mm 迫撃砲

M29 81mm 迫撃砲（M29 81mm Mortar）は、アメリカ軍が使用していた迫撃砲である。

## 概要
第二次世界大戦および朝鮮戦争で使用されたM1 81mm 迫撃砲の後継として、1950年代後半に開発された。M29迫撃砲は、M1迫撃砲よりも軽量化された上に射程も延伸されており、底盤も長方形から円盤形に変更することで全周囲への砲撃が可能となった。ベトナム戦争で使用され、同迫撃砲をM113装甲兵員輸送車に搭載したM125 81mm自走迫撃砲も生産されている。
M29迫撃砲は、アメリカ合衆国だけでなく西側諸国にも大量に供与されており、日本においてもM29迫撃砲とほぼ同一の形状の64式81mm迫撃砲が生産され、陸上自衛隊で使用されていた。
1980年代後半には、イギリス製L16 81mm 迫撃砲に小改良を加えたM252 81mm 迫撃砲による更新が開始された。ただし、M23迫撃砲弾道計算機にはM29迫撃砲の弾道データが残されており、また、21世紀に入ってからも、発射速度や頑丈さを買われて、一部部隊では予備装備として運用を継続している。

## 諸元・性能
出典: MilitaryFactory.com. “M29, 81mm Mortar - High-Angle Heavy Mortar - History, Specs and Pictures - Military, Security and Civilian Guns and Equipment” (英語). 2011年8月22日閲覧。
諸元
- 種別: 迫撃砲
- 口径: 81mm
- 砲身長: 838.0mm（32.99in）
- 重量: 42.41kg（93.5lbs）
- 全長: 1,295mm（50.98in）

性能
- 旋回角: 全周
- 最大射程: 3,489m（3,816yds）
- 発射速度: 24発/分（最大）

砲弾・装薬
- 弾薬: 81mm迫撃砲弾・装薬（NATO標準規格）

## 運用国

### 現用
- ボリビア - 2024年時点で、ボリビア陸軍がM29を含む81mm迫撃砲を250門保有[1]。
- エクアドル - 2024年時点で、エクアドル陸軍が357門のM29を保有[2]。
- エルサルバドル - 2024年時点で、エルサルバドル陸軍が151門のM29を保有[3]。